# 포승공단로
포승공단로(Poseunggongdan-ro) 평택시 포승읍 평택당진항동부두5교차로에서 포승읍 서평택IC사거리를 잇는 도로이다.

## 주요 경유지
경기도
- 평택시 (포승읍)

## 노선
| 이름                    | 접속 노선                                          | 소재지 | 소재지 | 비고 |
| ----------------------- | -------------------------------------------------- | ------ | ------ | ---- |
| 평택당진항5부두5 교차로 | 평택힝민길                                         | 평택시 | 포승읍 |      |
| 오수중펌프장 사거리     | 평택항로                                           | 평택시 | 포승읍 |      |
| 현대모비스사거리        | 포승공단로118번길                                  | 평택시 | 포승읍 |      |
| 배수펌프장사거리        | 포승공단순환로                                     | 평택시 | 포승읍 |      |
| 서평택IC사거리          | 국도 제77호선 (포승향남로) 제15호선 서해안고속도로 | 평택시 | 포승읍 |      |

## 주요 시설및 건물
- 오뚜기 포승공장 (포승공단로 2/만호리 610)
- SK에너지 SK에너지 직영 포승행복주유소 (포승공단로 68/만호리 573-1)
- SK에너지 평택항주유소 (포승공단로 240/도곡리 632)
- CU Sk평택항주유소점 (포승공단로 240/도곡리 632)
- HD현대오일뱅크 포승공단주유소 (포승공단로 241/도곡리 631-26)
- 세븐일레븐 서평택점 (포승공단로 260/도곡리 721-6)
- GS칼텍스 서평택고속점 (포승공단로 260/도곡리 721-6)